# Podallea asquamata
Podallea asquamata is een insect uit de familie van de Berothidae, die tot de orde netvleugeligen (Neuroptera) behoort. 
Podallea asquamata is voor het eerst wetenschappelijk beschreven door U. Aspöck & H. Aspöck in 1996.